# 海岸桐属
海岸桐属（学名：Guettarda）是茜草科下的一个属，为乔木或灌木植物。该属共有100种以上，分布于热带地区。